# Вибрато
Вибра́то (итал. vibrato из лат. vibratio — колебание) — периодические изменения высоты, силы (громкости) или тембра музыкального звука или пения. В струнных инструментах вызывается колебаниями пальца, в духовых инструментах и у вокалистов — пульсацией воздушного давления.

## Голосовое вибрато
Вибрато относится к музыкальным стилистическим украшениям в вокальном искусстве при сольном пении, но не применяется в хоровой музыке, где каждый голос должен соответствовать звучанию чистых нот и звучать «как один». В народном пении вибрато выражено менее, чем в академическом.
В правильно поставленном певческом голосе вибрато придаёт ему теплоту, льющееся звучание, создаёт индивидуальный тембр. Лишённый вибрато голос становится гудкообразным и невыразительным. В вибрато различают скорость (частоту) и размах (амплитуду). Вибрато, имеющее частоту 5 колебаний в секунду, придаёт звуку выразительность и певучесть. Более частая вибрация воспринимается слушателем как блеяние («барашек» в голосе), тремоляция, более редкая — как качание голоса. Вибрато отсутствует в речевом голосе и слабо выражено в детском певческом. Певческое вибрато представляет собой природное качество голосового аппарата, однако может быть выработано искусственно в случае его отсутствия, а также поддаётся развитию и усовершенствованию.
Вибрато формируется в гортани в результате её свободного колебания в мышцах шеи, что внятно чувствуется при пальцевом контроле. Вибрато может быть произвольно остановлено исполнителем, а также усилено по амплитуде и высоте (переходя в трель). Спокойное устойчивое вибрато является показателем свободы и правильности работы гортани. При отсутствии вибрато («прямой» голос) его можно выработать, используя специальные упражнения, снимающие избыточное напряжение с гортани и развивающие его гибкость. Учащённая пульсация («барашек»), как правило, представляет собой природное качество голоса, оно сложно поддаётся исправлению. Качание голоса — это результат ослабления мышц, удерживающих гортань. Оно наблюдается чаще у форсированных голосов и у певцов старшего возраста. При этом певцу рекомендуется снятие излишнего напора дыхания.

## Инструментальное вибрато
Как правило, высота, громкость и тембр при исполнении на конкретном инструменте не изменяются одновременно — какая-то из этих характеристик является преобладающей, а остальные — побочным эффектом основной. Вибрато широко распространено в рок-музыке, особенно в гитарных партиях. На электрической гитаре вибрато может быть исполнено двумя способами: с помощью тремоло-машинки и с помощью подёргивания прижатого к струне пальца.
В академической музыке начиная с XIX века вибрато является нормативным, постоянно использующимся приёмом игры на скрипке, альте и виолончели в мелодиях кантиленного, протяжного характера. В аутентичном и народном исполнительстве на скрипке практически не используется.